# 辻みゆき
辻 みゆき（つじ みゆき）は、日本の小説家、シナリオライター。新潟県出身、千葉県育ち。2001年に第17回ニッサン童話と絵本のグランプリ童話の部にて佳作入賞他、童話コンクールで多数受賞している。女子中高校生向きの携帯小説や、恋愛シミュレーションゲームのシナリオ・ライターとして活動。また、児童文学作家として書籍を執筆している。

## 書籍
- 12歳。（原作：まいた菜穂、小学館ジュニア文庫）
- あの日、そらですきをみつけた（小学館ジュニア文庫）
- 小説 ゆずのどうぶつカルテ 〜こちら わんニャンどうぶつ病院〜（原作：伊藤みんご、講談社青い鳥文庫）
- 家族セッション（講談社）
- 鈴の音が聞こえる（講談社）
  - 鈴の音が聞こえる 伝えるということ
  - 鈴の音が聞こえる 夏の鼓動

アンソロジー所収
- 13歳は怖い（講談社青い鳥文庫） - 「やっと会えたね」を収録